# Joe Allen
Joseph ("Joe") Michael Allen (Carmarthen, 14 maart 1990) is een Welsh voetballer die doorgaans als middenvelder speelt. Hij tekende in juli 2016 bij Stoke City. Dat betaalde een bedrag dat door middel van bonussen kon oplopen tot circa €15.500.000,- voor hem aan Liverpool. Allen debuteerde in 2009 in het Welsh voetbalelftal.

## Clubcarrière

### Swansea City
Allen werd op negenjarige leeftijd opgenomen in de jeugdopleiding van Swansea City. Daarvoor debuteerde hij als zestienjarige in het eerste elftal van de club tijdens een 3-0 uitzege op Sheffield United. Hij maakte zijn competitiedebuut tijdens een nederlaag tegen Blackpool, waardoor de club uit Wales play-offs voor promotie misliep.
In het seizoen 2007/08 kreeg Allen steeds meer speelminuten en werd hij man van de wedstrijd tegen Walsall. Iets later gaf hoofdtrainer Roberto Martínez hem zijn eerste profcontract. Allen werd in het volgende seizoen voor een maand uitgeleend aan Wrexham. Deze verhuur viel in het water toen Allen zijn enkelbanden scheurde en een maand niet kon spelen. Wegens blessures kreeg Allen opnieuw een kans in het eerste elftal van Swansea City. Hij hielp hen in het goedmaken van een 2–0 achterstand tegen Barnsley en werd opnieuw man van de wedstrijd.
Allen maakte in april 2009 zijn eerste doelpunt voor Swansea City in de derby tegen Cardiff City. Dat seizoen kreeg hij een nieuw driejarig contract. Allen kampte in het seizoen 2009/10 met blessures, maar knokte zich het daaropvolgende seizoen terug in het elftal. Hij droeg zijn steentje bij aan promotie naar de Premier League en tekende opnieuw een langdurig contract.

### Liverpool
Onder trainer Brendan Rodgers eindigde Allen met Swansea City in het eerste seizoen in de Premier League als elfde. Rodgers verving vervolgens Kenny Dalglish bij Liverpool en nam Allen met zich mee. De clubs kwamen een transfersom overeen van circa 15 miljoen pond. Allen maakte zijn debuut voor Liverpool tijdens een 3–0 verlies tegen West Bromwich Albion. Hij werd tot man van de wedstrijd gekroond na een wedstrijd tegen regerend landskampioen Manchester City en tot speler van de maand bij Liverpool. Allen speelde in de volgende vier seizoenen meer dan negentig competitiewedstrijden voor Liverpool, elk jaar een paar minder dan het vorige. Het sportieve hoogtepunt in deze periode was een tweede plaats in 2013/14, twee punten achter Manchester City. Daarnaast debuteerde Allen in dienst van Liverpool in zowel de Europa League als de UEFA Champions League. Hij bereikte in 2015/16 de finale van het eerstgenoemde toernooi met de club, maar verloor daarin met zijn ploeggenoten van Sevilla FC.

### Stoke City
Allen tekende in juli 2016 een contract tot medio 2021 bij Stoke City, de nummer negen van de Premier League in het voorgaande seizoen. Dat betaalde een bedrag dat door middel van bonussen kon oplopen tot circa €15.500.000,- voor hem aan Liverpool.

## Clubstatistieke
| Seizoen     | Club         | Competitie      | Competitie | Competitie | Competitie | Beker | Beker | Beker | Internationaal | Internationaal | Internationaal | Totaal | Totaal | Totaal |
| Seizoen     | Club         | Competitie      | Wed.       | Dlp.       | Ass.       | Wed.  | Dlp.  | Ass.  | Wed.           | Dlp.           | Ass.           | Wed.   | Dlp.   | Ass.   |
| ----------- | ------------ | --------------- | ---------- | ---------- | ---------- | ----- | ----- | ----- | -------------- | -------------- | -------------- | ------ | ------ | ------ |
| 2006/07     | Swansea City | League One      | 1          | 0          | 0          | 0     | 0     | 0     | —              | —              | —              | 1      | 0      | 0      |
| 2007/08     | Swansea City | League One      | 6          | 0          | 0          | 8     | 0     | 1     | —              | —              | —              | 14     | 0      | 1      |
| Club Totaal | Club Totaal  | Club Totaal     | 7          | 0          | 0          | 8     | 0     | 1     | 0              | 0              | 0              | 15     | 0      | 1      |
| 2008/09     | → Wrexham    | National League | 2          | 1          | 0          | 0     | 0     | 0     | —              | —              | —              | 2      | 1      | 0      |
| Club Totaal | Club Totaal  | Club Totaal     | 2          | 1          | 0          | 0     | 0     | 0     | 0              | 0              | 0              | 2      | 1      | 0      |
| 2008/09     | Swansea City | Championship    | 23         | 1          | 1          | 3     | 0     | 0     | —              | —              | —              | 26     | 1      | 1      |
| 2009/10     | Swansea City | Championship    | 21         | 0          | 1          | 1     | 0     | 0     | —              | —              | —              | 22     | 0      | 1      |
| 2010/11     | Swansea City | Championship    | 43         | 2          | 5          | 5     | 0     | 1     | —              | —              | —              | 48     | 2      | 6      |
| 2011/12     | Swansea City | Premier League  | 36         | 4          | 4          | 3     | 0     | 0     | —              | —              | —              | 39     | 4      | 4      |
| Club Totaal | Club Totaal  | Club Totaal     | 130        | 7          | 11         | 20    | 0     | 2     | 0              | 0              | 0              | 150    | 7      | 13     |
| 2012/13     | Liverpool    | Premier League  | 27         | 0          | 0          | 3     | 1     | 0     | 7              | 1              | 0              | 37     | 2      | 0      |
| 2013/14     | Liverpool    | Premier League  | 24         | 1          | 1          | 2     | 0     | 0     | —              | —              | —              | 26     | 1      | 1      |
| 2014/15     | Liverpool    | Premier League  | 21         | 1          | 1          | 5     | 0     | 0     | 6              | 0              | 0              | 32     | 1      | 1      |
| 2015/16     | Liverpool    | Premier League  | 19         | 2          | 1          | 7     | 1     | 2     | 11             | 0              | 0              | 37     | 3      | 3      |
| Club Totaal | Club Totaal  | Club Totaal     | 91         | 4          | 3          | 17    | 2     | 2     | 24             | 1              | 0              | 132    | 7      | 5      |
| 2016/17     | Stoke City   | Premier League  | 36         | 6          | 3          | 3     | 0     | 1     | —              | —              | —              | 39     | 6      | 4      |
| 2017/18     | Stoke City   | Premier League  | 36         | 2          | 6          | 2     | 2     | 1     | —              | —              | —              | 38     | 4      | 7      |
| 2018/19     | Stoke City   | Championship    | 46         | 6          | 3          | 0     | 0     | 0     | —              | —              | —              | 46     | 6      | 3      |
| 2019/20     | Stoke City   | Championship    | 35         | 4          | 2          | 0     | 0     | 0     | —              | —              | —              | 35     | 4      | 2      |
| 2020/21     | Stoke City   | Championship    | 18         | 0          | 2          | 1     | 0     | 0     | —              | —              | —              | 19     | 0      | 2      |
| 2021/22     | Stoke City   | Championship    | 41         | 0          | 1          | 3     | 0     | 0     | —              | —              | —              | 44     | 0      | 1      |
| Club Totaal | Club Totaal  | Club Totaal     | 212        | 18         | 17         | 9     | 2     | 2     | 0              | 0              | 0              | 221    | 20     | 19     |
| 2022/23     | Swansea City | Championship    | 25         | 1          | 1          | 3     | 0     | 0     | —              | —              | —              | 28     | 1      | 1      |
| 2023/24     | Swansea City | Championship    | 19         | 2          | 1          | 4     | 0     | 0     | —              | —              | —              | 23     | 2      | 1      |
| 2024/25     | Swansea City | Championship    | 25         | 1          | 1          | 2     | 0     | 0     | —              | —              | —              | 27     | 1      | 1      |
| Club Totaal | Club Totaal  | Club Totaal     | 199        | 11         | 14         | 29    | 0     | 2     | 0              | 0              | 0              | 228    | 11     | 16     |
| TOTAAL      | TOTAAL       | TOTAAL          | 504        | 34         | 34         | 55    | 4     | 6     | 24             | 1              | 0              | 583    | 39     | 40     |

## Interlandcarrière
Iets nadat hij zijn eerste profcontract tekende, werd Allen opgeroepen voor de nationale ploeg van Wales onder 21. Hij kwam als invaller op het veld en scoorde het winnende doelpunt. In mei 2009 maakte Allen zijn debuut in het Welsh voetbalelftal, als invaller in een oefeninterland tegen Estland. Hij werd in 2012 voor Gareth Bale gekozen tot Welsh speler van het jaar. Met Wales nam hij deel aan het Europees kampioenschap voetbal 2016 in Frankrijk. Wales werd in de halve finale uitgeschakeld door Portugal (0–2), na in de eerdere twee knock-outwedstrijden Noord-Ierland (1–0) en België (3–1) te hebben verslagen.
Op de Olympische Spelen in Londen was Allen een van de vijf Welshe spelers in het Brits olympisch voetbalelftal.

## Erelijst
| Kampioen League One | 1x | 2007/08 |